# Jonathan Lethem
Jonathan Allen Lethem (Nova York, 19 de febrer de 1964) és un escriptor nord-americà.
La seva primera novel·la, Gun, with occasional music, barreja elements de ciència-ficció i novel·la negra. Va ser publicada el 1994. Després va escriure tres novel·les de ciència-ficció més. El 1999, Lethem va publicar Motherless Brooklyn. El 2003, The fortress of solitude. Lethem escriu també contes i articles.
Des del seu debut, ha encadenat un èxit rere l'altre, amb menció especial per a Motherless Brooklyn (2001), que Edward Norton ha portat a la pantalla gran, o The Fortress of Solitude (2011). Ha escrit per a mitjans com The New Yorker i The New York Times, ha guanyat el National Book Critic’s Circle Award i ha signat diversos llibres d'assajos des del jo més confessional. Un enfocament una mica més autobiogràfic batega en la seva última novel·la, Dissident Gardens (Random House, 2013). És germà de la traductora Mara Lethem, que viu i treballa a Barcelona.